# تزوی آیالون
تزوی آیالون (انگلیسی: Tzvi Ayalon؛ ۱۵ ژوئن ۱۹۱۱ – ۴ مارس ۱۹۹۳) یا تزفی آیالون سیاست‌مدار، دیپلمات و سرلشکر نیروی زمینی اسرائیل بود، که در فاصله سال‌های ۱۹۴۸ تا ۱۹۴۹ به‌عنوان نخستین جانشین رئیس ستاد کل نیروهای دفاعی اسرائیل فعالیت می‌کرد و با حفظ سمت، ریاست اداره عملیات ارتش اسرائیل را برعهده داشت. وی از ۱۹۶۴ تا ۱۹۶۵ سفیر اسرائیل در رومانی بود.
آیالون فعالیت نظامی را از سال ۱۹۲۷ در هگانا آغاز کرد و پس از شکل‌گیری نیروهای دفاعی اسرائیل به این سازمان پیوست. او از ۱۹۴۸ تا ۱۹۵۲ فرمانده جبهه سوم بود، از ۱۹۵۲ تا ۱۹۵۴ به‌عنوان فرمانده سپاه لجستیک اسرائیل فعالیت می‌کرد، از ۱۹۵۴ تا ۱۹۵۶ فرماندهی مرکزی اسرائیل را برعهده داشت، از ۱۹۵۶ تا ۱۹۵۷ معاون ساخت و دارایی‌های وزارت دفاع و از ۱۹۵۷ تا ۱۹۶۴ معاون اقتصادی وزارت دفاع اسرائیل بود.